# 航空路火山灰情報センター
航空路火山灰情報センター（こうくうろかざんばいじょうほうセンター、英: Volcanic Ash Advisory Center; VAAC）は、大気中を浮遊して航空の安全を脅かすおそれのある火山灰（火山灰雲）に関する情報を取りまとめ、配信する業務を専門に行う気象センターである。

## 概要
2016年現在、航空路火山灰情報センター（以下、VAAC）は世界中の9ヶ所に設置されており、各センターは各自の責任領域内において24時間体制で火山を監視し、火山灰に関する情報を集中的に取り扱う。VAACによる分析結果は航空路火山灰情報 (Volcanic Ash Advisory; VAA) の形で公表されるほか、しばしばコンピュータ・シミュレーションを用いた火山灰の輸送・拡散モデルの結果も取り入れて発表される。
VAACの国際的なネットワークは、国際航空路火山監視運営グループ (International Airways Volcano Watch Operations Group; IAVWOPSG) によって運営される国際航空路火山監視計画 (International Airways Volcano Watch; IAVW) の一環として、国連の専門機関の一つである国際民間航空機関 (ICAO) を中心として構築された。IAVWは、ICAOを中心に、世界気象機関 (WMO) 、国際測地学・地球物理学連合 (IUGG) の協力の下、1980年代に推進された。個々のVAACは、アメリカ合衆国のNOAAやイギリスの気象局、日本の気象庁のように、拠点となる国の国立気象機関により運営されている。

## 発足の経緯
火山灰雲中を飛行して航空機がエンジン故障等のトラブルに遭うのを回避するため、火山の噴火によって発生する火山灰雲の分布予測の精度を高めることを目的として、1990年代に航空路火山灰情報センターが設置された。1982年にガルングン山の噴火後にインドネシア上空を飛行したブリティッシュ・エアウェイズ9便（B747型機）は、火山灰の影響で4基のエンジン全てが停止した。1989年にも、リダウト山の噴火後にアラスカ上空を飛行したKLMオランダ航空867便（B747型機）が全エンジンの推力を失った。このように火山灰が関係する航空事故やその他の事案が相次いだことを受けて、火山灰が商用航空にとって危険な存在であることと、同様の事故を確実に防止する唯一の策は適時操縦士に警告を発して火山灰雲を避けるように迂回するなどの措置を取ることであることが認識されるようになった。

## 目的
VAACの目的は、火山観測所や衛星画像、飛行中の航空機操縦士の報告等により、火山から放出される火山灰雲に関する情報を収集して分析し、将来の動向を予測することである。こうして作成された予測および警告は、気象観測機関や航空管制機関および火山灰雲が流れ込む可能性のある近隣のVAACを含む、航空関係諸機関に向けて発表される。
これらの機能を十分に発揮できるように、各VAACは火山灰の拡散モデルを研究・開発している。気象衛星や火山観測点および操縦士の報告等から入手した情報を利用することにより、火山灰の位置を特定し、さらにモデルを活用して航空機の安全に支障を来す可能性があると考えられる空域の火山灰の分布を予測する。

## 所在地

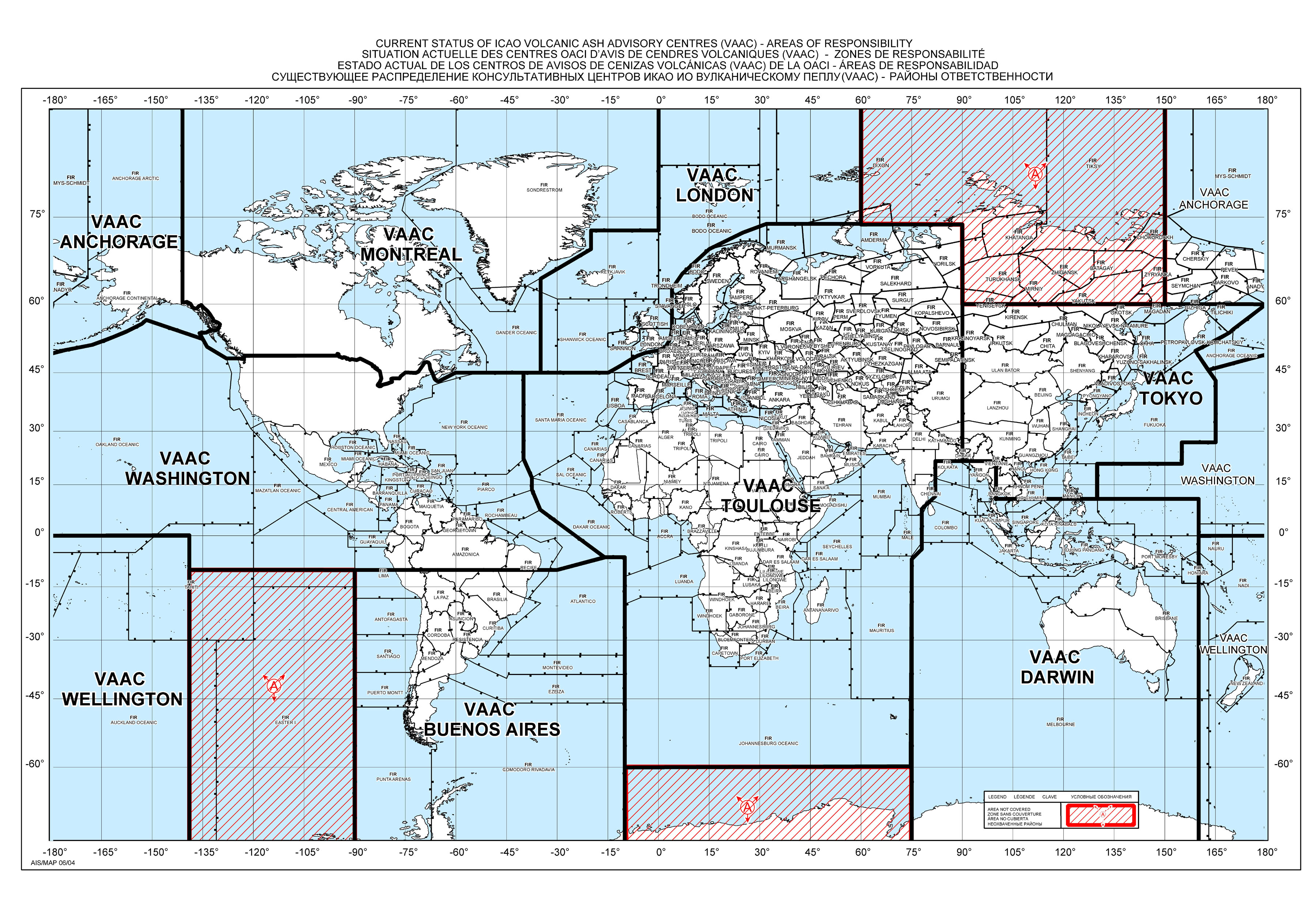
世界に9ヶ所あるVAACの責任領域（2009年5月現在）

世界9ヶ所に設置されているVAACは、各々に定められた責任領域を管轄している。各センターは、その地域付近を管轄する複数の気象官署だけでなく、隣接するVAACや責任領域内および隣接する航空交通管制部とも連携する。
VAACの監視が及ぶ範囲は、緯度と経度か、ICAOのIAVW計画の一部として国際的に合意された飛行情報区 (Flight Information Region; FIR) と共通の区域か、のいずれかによって設定されており、各VAACの責任領域はIAVWハンドブックに記されている。
| 本部所在地       | 責任領域 | 担当機関               | 出典               |
| ---------------- | --- | ---------------------- | ------------------ |
| アンカレッジ     | アンカレッジ洋上、アンカレッジ陸上、オークランド (Oakland) 洋上（北緯43度東経165度、北緯48度西経150度、北緯48度西経128度より北）、アンカレッジ北極域の各FIR及びその西方（北緯60度以北の東経150度まで）                                                                                        | アメリカ海洋大気庁     | [ 9 ]              |
| ブエノスアイレス | 西経10度から西経90度までの南緯10度以南 | アルゼンチン国立気象局 | [ 9 ]              |
| ダーウィン       | 東経82度から東経100度までの北緯20度以南、東経100度から東経160度までの北緯10度以南、及びコロンボ、ブリスベン、メルボルンの各FIR | オーストラリア気象局   | [ 9 ]              |
| ロンドン         | 北極の南、本初子午線から東経90度までの北緯71度以北、及びボードー洋上、フィンランド、コペンハーゲン、ロンドン、ノルウェー、レイキャビーク、スコティッシュ・シャノン・シャンウィック洋上、スウェーデンの各FIR                                                                                   | イギリス気象局         | [ 9 ]              |
| モントリオール   | ソンドルストローム、ガンダー洋上、カナダ陸上（北極海を含む）の各FIR | カナダ気象局           | [ 9 ]              |
| 東京             | 東経90度から東経150度までの北緯60度以北、及び東経90度から東にオークランド (Oakland) 洋上、アンカレッジ洋上、アンカレッジ陸上の各FIRとの境界までの北緯20度から北緯60度、東経100度から東経130度までの北緯10度から北緯20度                                                                       | 気象庁                 | [ 1 ] [ 9 ] [ 10 ] |
| トゥールーズ     | サンタマリア洋上、AFI地域から南極まで、EUR地域の東経90度以西（フィンランド、コペンハーゲン、ロンドン、ノルウェー、スコティッシュ、シャノン、スウェーデンの各FIRを除く）、MID地域の北緯71度以南、ASIA地域の北緯20度以北かつ東経90度以西、及びムンバイ、チェンナイ（東経82度以西）、マレの各FIR | フランス気象局         | [ 9 ]              |
| ワシントン       | ニューヨーク洋上、合衆国大陸部、オークランド洋上（北緯10度以南の東経160度以西を除く）のFIR以南のうち、東経160度から西経140度は赤道まで、西経140度から西経40度は南緯10度まで、及びピアコとロシャンボーの両FIR、レシフェとダカール洋上の各FIRの一部が含まれる                                   | アメリカ海洋大気庁     |                    |
| ウェリントン     | 東経160度から西経140度までの赤道以南（ブリスベンとメルボルンの両FIRを除く）、及び西経140度から西経90度までの南緯10度以南 | ニュージーランド気象局 | [ 9 ]              |

## 警報
火山灰雲が探知されると、VAACはそれに関する入手可能な全ての情報を集めた後、コンピュータ・モデルを用いて、航空機が利用する様々なフライトレベルでの火山灰雲の進路を予測する。その後、VAACはIAVWの手順書に定められた通りに、航空関係機関および気象官署に対して警告を発する。この警告は、航空路火山灰情報 (Volcanic Ash Advisory) の形式で発表される。
- 航空路火山灰情報のデータ種類コード、発信官署、発信時刻
- 情報名（航空路火山灰情報であることを示す）　ーVA ADVISORY
- 試験/ 訓練識別符（条件付項目、適用される場合に含まれる）
- 発表日時（UTC）
- 発表VAAC
- 対象火山の名称及び火山番号（スミソニアン火山カタログが使用されている）
- 対象火山の緯度・経度（度分）
- 対象火山の存在する国又は地域名
- 対象火山の標高
- 情報番号（対象火山に対して当該情報を発表した西暦年及び年間を通して積算した情報発表数）
- 情報源
- 航空用カラーコード（東京VAAC では運用していないためNIL）
- 噴火詳細
- 火山灰が観測された日時
- 火山灰の実況（火山灰検知の有無、火山灰領域、火山灰高度、移動方向及び移動速度。火山灰が検知されなかった場合は、上層風の予測情報）

- 分布予測結果（火山灰の観測時刻からおおむね6,12 及び18時間後に予測される火山灰領域と高度）
- その他必要な事項
- 次情報（次回情報発表の有無及びその予定時刻）

予報は、6,12,18時間である。更新頻度は3時間もしくは、6時間毎である。本情報は支援情報であり、警報の場合は各国（または地域）の管制機関（FIR）から発せられるため、厳密な意味での警報ではない。
文字形式の火山灰拡散支援情報のほかにも、グラフィック形式の火山灰拡散予測図(VAG)がある。
東京VAACでは、VAA,VAG以外にも画像ファイル形式で拡散予測情報を提供している。
- 火山灰実況図(VAGI)
- 狭域拡散予測図(VAGFN)
- 定時拡散予測図(VAGFNR)
- 定時拡散・降灰予測(VAGFNR-AF)